# Винницкая областная военная администрация
Винницкая областная государственная администрация (укр. Вінницька обласна державна адміністрація) — местная государственная администрация Винницкой области.
В связи с широкомасштабным вторжением России 24 февраля 2022 года приобрела статус военной администрации.

## История

### Председатели
| Фото | Имя                                                                 | Годы жизни | Начало срока     | Конец срока      | Примечания                                           |
| ---- | ------------------------------------------------------------------- | ---------- | ---------------- | ---------------- | ---------------------------------------------------- |
|      | Николай Анатольевич Дидык Микола Анатолійович Дідик                 | 1935—2000  | март 1992        | октябрь 1994     | Представитель Президента Украины в Винницкой области |
|      | Николай Евтихиевич Мельник Микола Євтихійович Мельник               | р. 1943    | июль 1995        | июнь 1996        |                                                      |
|      | Анатолий Сергеевич Матвиенко Анатолій Сергійович Матвієнко          | р. 1953    | август 1996      | апрель 1998      |                                                      |
|      | Николай Фёдорович Чумак Микола Федорович Чумак                      | р. 1947    | апрель 1998      | июль 1999        |                                                      |
|      | Дмитрий Владимирович Дворкис Дмитро Володимирович Дворкіс           | р. 1945    | июль 1999        | ноябрь 1999      |                                                      |
|      | Юрий Иванович Иванов Юрій Іванович Іванов                           | р. 1944    | ноябрь 1999      | 2002             |                                                      |
|      | Виктор Францевич Коцемир Віктор Францович Коцемир                   | р. 1952    | май 2002         | июнь 2004        |                                                      |
|      | Григорий Николаевич Калетник Григорій Миколайович Калетнік          | р. 1949    | июнь 2004        | январь 2005      |                                                      |
|      | Александр Георгиевич Домбровский Олександр Георгійович Домбровський | р. 1962    | февраль 2005     | апрель 2010      |                                                      |
|      | Владимир Фёдорович Демишкан Володимир Федорович Демішкан            | р. 1949    | апрель 2010      | май 2010         |                                                      |
|      | Николай Васильевич Джига Микола Васильович Джига                    | р. 1949    | июнь 2010        | декабрь 2012     |                                                      |
|      | Иван Михайлович Мовчан Іван Михайлович Мовчан                       | р. 1964    | 24 декабря 2012  | 2 марта 2014     |                                                      |
|      | Анатолий Дмитриевич Олейник Анатолій Дмитрович Олійник              | р. 1959    | 2 марта 2014     | 27 февраля 2015  |                                                      |
|      | Валерий Викторович Коровий Валерій Вікторович Коровій               | р. 1964    | 27 февраля 2015  | 18 сентября 2019 |                                                      |
|      | Владислав Владимирович Скальский Владислав Володимирович Скальський | р. 1976    | 18 сентября 2019 | 18 июня 2020     |                                                      |
|      | Сергей Сергеевич Борзов Сергій Сергійович Борзов                    | р. 1980    | 18 июня 2020     | 25 июня 2024     |                                                      |

## Руководство
- Председатель — вакантно
- Первый заместитель председателя — Заболотная Наталья Михайловна
- Заместитель председателя — Здитовецкий Сергей Георгиевич
- Заместитель председателя — Пищик Александр Владимирович
- Заместитель председателя по вопросам цифрового развития, цифровых трансформаций и цифровизации — Кавунец Андрей Владимирович
- Руководитель аппарата — Коханец Александр Владимирович